# Station Sant Andreu Comtal
Sant Andreu Comtal is een station van de Rodalies Barcelona.
Het is gelegen in de Catalaanse hoofdstad Barcelona.
Renfe: Arc de Triomf · Barcelona Sants · El Clot-Aragó · Estació de França · Passeig de Gràcia · Plaça de Catalunya · Sant Andreu Arenal · Sant Andreu Comtal · Torre del Baró · La Sagrera - TAV

FGC: Avinguda Tibidabo · El Putxet · Gràcia · Ildefons Cerdà · La Bonanova · Les Tres Torres · Magòria-La Campana · Muntaner · Pàdua · Plaça de Catalunya · Plaça d'Espanya · Plaça Molina · Provença · Reina Elisenda · Sant Gervasi · Sarrià

Lijst van spoorwegstations in Barcelona · Lijst van Rodalies-stations